# Seyhan (Adana)

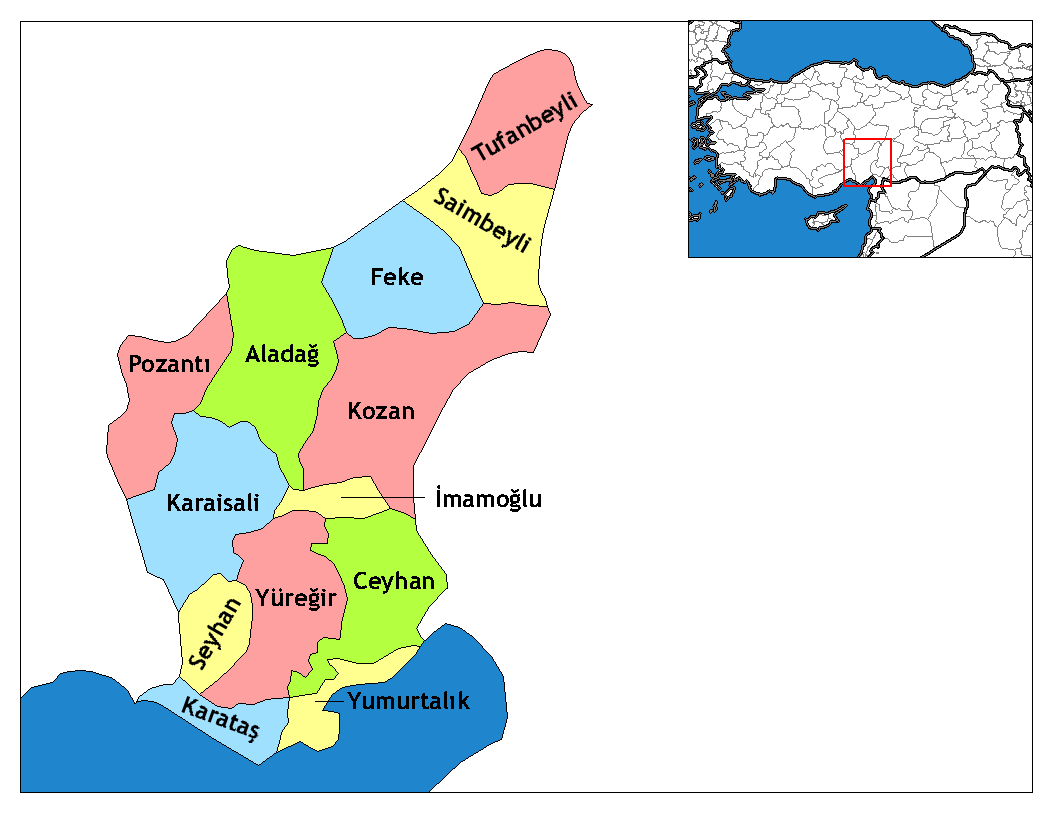
districtes de la província

Seyhan és un districte de la província d'Adana a Turquia integrat exclusivament per una part de la ciutat d'Adana amb la municipalitat de Seyhan que és una submunicipalitat d'Adana; el 35% de la població de la província d'Adana viu al districte i també la meitat dels habitants de la ciutat d'Adana; És el districte metropolità més poblat de Turquia. El seu nom deriva del riu Seyhan. Inclou el barri de Tepebağ, i les zones de Büyüksaat, Ulu Camii, Ramazanoğlu Hall i Sabancı Merkez Camii entre d'altres. Té 11 representants al parlament provincial.
El districte està completament absorbit per la ciutat i inclou la municipalitat dita de Seyhan (els límits de la qual coincideixen amb el districte i fou incorporada el 1986 dins la municipalitat d'Adana), avui dia de fet un barri d'Adana; és l'únic districte de la província que no té cap poble o llogaret. El consell municipal està format per 45 membres; està dividit en 99 barris (mahalles) dels quals 69 són en àrea urbana i 30 fora que antigament eren pobles però foren annexionats a la ciutat d'Adana quan els seus límits foren ampliats el 2008. Els barris urbans estan dividits en set zones una de les quals és l'aeroport de Şakirpaşa.
Els districte mesura 420 km² i té una població (2010) de 723.277 habitants, tots els quals són habitants al mateix temps d'Adana.